# 第39回世界卓球選手権
第39回世界卓球選手権はインドのニューデリーにあるインディラ・ガンディー・アリーナで1987年2月18日から3月1日までの期間開催された。
2年前の第38回世界卓球選手権開催時に行われた国際卓球連盟総会でこの大会より20年ぶりに国歌・国旗の復活が決まった。1986年1月の国際大会から適用された、ラケットのラバーを赤と黒に限定した最初の世界選手権である。団体戦では1部から3部のカテゴリ方式が廃止され、全ての参加国に優勝の可能性がある新方式の採用がなされた。

## 競技結果
| 階級           | 金            | 銀                                      | 銅                                                          |
| -------------- | ------------- | --------------------------------------- | ----------------------------------------------------------- |
| 男子シングル   | 江加良 (CHN)  | ヤン＝オベ・ワルドナー (SWE)            | 陳新華 騰義                                                 |
| 男子ダブルス   | 陳龍燦 韋晴光 | ゾラン・プリモラッツ イリヤ・ルプレスク | 安宰亨・劉南奎 アンジェイ・グルッバ・レシェク・クハルスキー |
| 女子シングルス | 何智麗 (CHN)  | 梁英子                                  | 管建華 戴麗麗                                               |
| 女子ダブルス   | 梁英子 玄静和 | 戴麗麗 李恵芬                           | 何智麗・焦志敏 リ・ブンヒ・チョ・ジョンヒ                   |
| 混合ダブルス   | 恵釣 耿麗娟   | 江嘉良 焦志敏                           | 王浩・管建華 安宰亨・梁英子                                 |
| 男子団体       | 中国          | スウェーデン                            | 北朝鮮                                                      |
| 女子団体       | 中国          | 韓国                                    | ハンガリー                                                  |

## 何智麗事件
女子シングルス準決勝で何智麗（現小山ちれ）と同じ中国のカットマン、管建華が対戦した。この試合では中国の上層部から管建華を勝たせるようにと指令が出ていたが、何智麗はこれを無視して勝利、優勝を果たした。かつて管建華の指導者だった荘則棟によれば管建華は勝つ指令を信じたまま心の準備もなく敗れてしまったと述べている。

## 日本人選手の成績
前年の2月に埼玉県上尾市の埼玉県立スポーツ研修センターで行われた一次合宿では20kmの長距離走で小野誠治、インターハイ三冠王の渋谷浩が脱落した（合宿で落ちた選手も再度代表に選ばれるチャンスが閉ざされるものではなかった）。
12月23日に「対外人選手の成績を重視し、世界で勝てる者、あるいは勝てそうな者」という選考基準で男子7人、女子6人が代表に選ばれた。中学校2年の吉田静子（宮津市立宮津中学校）が初めて中学生として選ばれた。それまでの史上最年少代表は、2年前のイェテボリ大会の時に高校1年だった石田清美であった。
男子は小野誠治、宮崎義仁、齋藤清、渋谷浩、松下浩二、糠塚重造、渡辺武弘が出場した。男子団体は6位、男子シングルスは宮崎のベスト16が最高、男子ダブルスでは小野・宮崎組がベスト8に入った。
女子は石田清美、星野美香、内山京子、橘川美紀、吉田静子、細川幸智子が出場した。女子団体は7位、女子シングルスは石田のベスト16が最高、女子ダブルスで星野・橘川組がベスト8に入った。